# Neal Kranz
Robert Neal Kranz (ur. 7 sierpnia 1966) – guamski zapaśnik walczący w obu stylach. Olimpijczyk z Atlanty 1996, gdzie zajął szesnaste miejsce w wadze superciężkiej, w stylu wolnym.
Zajął dwudzieste miejsce na mistrzostwach świata w 1995. Zdobył cztery medale na mistrzostwach Oceanii w latach 1995-2007.

## Letnie Igrzyska Olimpijskie 1996
| Konkurencja | Rundy eliminacyjne   | Rundy eliminacyjne    | Klas. końcowa |
| Konkurencja | Przeciwnik I         | Przeciwnik II         | Miejsce       |
| ----------- | -------------------- | --------------------- | ------------- |
| -130 kg     | Zsolt Gombos (HUN) P | Amarjit Singh (GBR) P | 16.           |